# 全民國際
全民國際  （港交所：8170），中國全民國際控股集團有限公司, 前稱 KSL Holdings Limited, 簡稱KSL Holdings，在1996年，由李啟信（主席）於香港（總部）成立「李啟信工程顧問有限公司」。集團名稱 由2019年 3月20日正式名為全民國際。
業務在香港經營提供工程諮詢、承包及項目管理服務，重點專注於岩土工程領域。
股份自2014年12月5日於港交所創業板上市，配售價格為0.6港元，股份配售為102,800,000股，集資額為2220萬港元。

## 連結
- 公司官網（页面存档备份，存于）